# Функціонал

Функція довжини кривої визначається на векторному просторі спрямних кривих (підпростір простору) і набуває дійсних значень. Це приклад нелінійного функціоналу.

Не плутати з позначенням функції.

Інтеграл Рімана є лінійним функціоналом
на векторному просторі інтегровних за Ріманом функцій на відрізку, де

У математиці термін функціонал (як іменник) має щонайменше три значення.
- У сучасній лінійній алгебрі функціонал — це лінійне відображення з векторного простору {\displaystyle V} у поле його скалярів, тобто — це елемент спряженого простору {\displaystyle V^{*}}.

- У математичному аналізі (більш загально та історично) функціонал — це відображення з простору {\displaystyle X} у простір дійсних чисел, або іноді і в простір комплексних чисел, з метою встановлення обчислювальних структур простору {\displaystyle X}. Залежно від автора, такі відображення можуть вважатися лінійними чи нелінійними, або визначатись на всьому просторі {\displaystyle X}.

- У інформатиці функціонал — це синонім функції вищого порядку, тобто функції, аргументами яких є функції, або повертають іншу функцію як результат.

Ця стаття стосується переважно другого значення, яке виникло на початку 18 століття як частина варіаційного числення. Перше значення, яке є більш сучасним та абстрактним, детально обговорюється в окремій статті під назвою «Лінійна форма». Третє значення детально описано у статті про функції вищого порядку.
Як правило простір {\displaystyle X} — це простір функцій. У цьому випадку функціонал — це «функція від функції», і деякі автори фактично використовують термін «функціонал» для позначання «функція від функції». Однак вимога, що {\displaystyle X} — це простір функцій, не є математично суттєвою, тому це старе означення вже не є поширеним.
Термін походить з варіаційного числення, де необхідно знаходити функцію, яка мінімізує заданий функціонал. Особливо важливим застосуванням у фізиці є знаходження стану системи, що мінімізує функціонал енергії.

## Властивості

### Дуальність
Відображення 
{\displaystyle x_{0}\rightarrow f(x_{0})}
є функцією, де {\displaystyle x_{0}} є аргументом функції {\displaystyle f}. У той же час відображення функції у значення функції в точці
{\displaystyle f\rightarrow f(x_{0})}
є функціоналом, тут {\displaystyle x_{0}} — параметр.
За умови, що {\displaystyle f} — лінійна функція з векторного простору на скалярне поле, вищевказані лінійні відображення є дуальними один одному, і в функціональному аналізі ці відображення називаються лінійними функціоналами.

### Визначений інтеграл
Інтеграли, такі як
{\displaystyle f\rightarrow I[f]=\int _{\Omega }H(f(x),f'(x),\dots )\mu ({\rm {d}}x),}
формують особливий клас функціоналів. Вони відображають функцію {\displaystyle f} у простір дійсних чисел при умові, що функція {\displaystyle H} є дійснозначною.
Приклади включають:
- площа під графіком додатньо визначеної функції {\displaystyle f}

{\displaystyle f\rightarrow \int _{x_{0}}^{x_{1}}f(x)\,{\rm {d}}x;}
- {\displaystyle L^{p}} норма функції на множині {\displaystyle E}

{\displaystyle f\rightarrow \left(\int _{E}|f|^{p}\,{\rm {d}}x\right)^{\frac {1}{p}};}
- довжина дуги кривої у двовимірному евклідовому просторі

{\displaystyle \int _{x_{0}}^{x_{1}}{\sqrt {1+|f'|^{2}}}\,{\rm {d}}x.}

### Предгільбертів простір
Нехай {\displaystyle X} — предгільбертів простір, {\displaystyle {\vec {x}}\in X} — фіксований вектор, тоді відображення {\displaystyle {\vec {y}}\rightarrow {\vec {x}}\cdot {\vec {y}}} є лінійним функціоналом на просторі {\displaystyle X}. Набір векторів {\displaystyle {\vec {y}}} такий, що {\displaystyle {\vec {x}}\cdot {\vec {y}}=0}, є векторним підпростором простору {\displaystyle X}, який називається нуль-простором або ядром функціоналу, або ортогональним доповненням {\displaystyle {\vec {x}}}, що позначається як {\displaystyle {\vec {x}}^{\perp }}.
Наприклад, скалярний добуток з фіксованою функцією {\displaystyle g\in L^{2}([-\pi ,\pi ])} визначає (лінійний) функціонал на гільбертовому просторі {\displaystyle L^{2}([-\pi ,\pi ])} квадратично інтегровних функцій на відрізку {\displaystyle [-\pi ,\pi ]}:
{\displaystyle f\rightarrow \langle f,g\rangle =\int _{-\pi }^{\pi }fg\,{\rm {d}}x.}

### Локальність
Якщо значення функціоналу можна обчислити для невеликих сегментів заданої кривої, а потім підсумувати, щоб знайти загальне значення, то у цьому випадку функціонал називається локальним. В іншому випадку функціонал називається нелокальним. Наприклад, функціонал
{\displaystyle F(y)=\int _{x_{0}}^{x_{1}}y(x)\,{\rm {d}}x}
є локальним, а функціонал
{\displaystyle F(x)={\frac {\displaystyle \int _{x_{0}}^{x_{1}}y(x)\,{\rm {d}}x}{\displaystyle \int _{x_{0}}^{x_{1}}\left(1+(y(x))^{2}\right)\,{\rm {d}}x}}}
є нелокальним. Зазвичай, це трапляється тоді, коли інтеграли зустрічаються окремо в чисельнику та знаменнику рівняння. Наприклад, при розрахунках центру мас.

## Розв’язування рівнянь
Див.\ статтю про функціональні рівняння.
Традиційним є використання функціоналів у функціональних рівняннях, тобто рівняннях між функціоналами: рівняння {\displaystyle F=G} між функціоналами можна сприймати як «розв'язати рівняння», при цьому розв'язком є функція. У таких рівняннях може бути кілька наборів невідомих. Наприклад, кажуть, що функція {\displaystyle f} аддитивна, якщо вона задовольняє функціональне рівняння
{\displaystyle f(x+y)=f(x)+f(y).}

## Похідна та інтеграл
Див.\ статтю про варіаційне числення.
Функціональні похідні використовуються в механіці Лагранжа. Це похідні функціоналів, тобто вони несуть інформацію про те, як змінюється функціонал при незначних змінах функції.
Річард Філіпс Фейнман використовував функціональні інтеграли як провідну ідею в інтегралі вздовж траєкторій при формуванні квантової механіки. Таке застосування має на увазі інтеграл взятий над деяким функціональним простором.
Для квантової системи, яка описується гамільтоніаном {\displaystyle {\hat {H}}}, для довільної хвильової функції {\displaystyle \psi } можна побудувати функціонал 
{\displaystyle \Phi (\psi )=\int \psi ^{*}{\hat {H}}\psi d\tau },
який є відображенням простору хвильових функцій на простір дійсних чисел. Відомо, що мінімальне значення цього функціоналу досягається для хвильової функції, що описує основний стан квантової системи.